# Rudolf (naam)
Rudolf is een voornaam. Varianten zijn de verkorte vormen Rolf, Roelf, Roelof, Ruud, Rudy, Rudi, Dolf, Frans Raoul, Engels Rudyard.
De naam kwam en komt in Saksische streken veelvuldig voor. In de Duitstalige landen werd de naam populair door Rudolf I van het Heilige Roomse Rijk (1273-1291).

## Etymologie
De naam is afkomstig via het Germaans van het oud-Germaanse Hrodulf, opgebouwd uit de stammen Ru(d)-, Ro(d)- en -(w)olf. De naam betekent zoiets als ‘roemrijke wolf’.
Ru(d)-, Ro(d)Germaanse stam met de betekenis ‘roem’, die reeds in 5e-eeuwse namen voorkomt. Van een Germaanse wortel hrô- (Gotisch hrôtheigs ‘roemvol, zegerijk’), Oudhoogduits (h)ruod- en verwante vormen in andere Germaanse talen. Verwant met Oudindisch kâru- ‘lofzanger, dichter’, Grieks kèrux ‘heraut’. Te herleiden tot een Indo-Europese basis *karâ-, krâ- bij een wortel *kar ‘prijzen’.
-(w)olfGermaanse stam (vergelijk Gotisch Wulfila of Ulfilas, Bijbelvertaler uit de 4e eeuw). Het is een van de frequentste Germaanse naamelementen. De wolf werd door de Germanen vereerd als een heilig dier. In veel Germaanse talen komt de naam wolf of wulf (Gotisch wulf-s) voor; Latijn lup-us; Grieks lyk-os. Herleidbaar tot de Indo-Europese alternatieven *wlqw-os en *luqw-os.

## Bekende mensen met de naam Rudolf, Rudolph(e) en Rodolfo

### Heilige
- Rodolfo, bisschop van Gubbio, gestorven rond 1061 (feestdag 17 oktober).

### Koningen e.d.
- Rudolf de Heruler

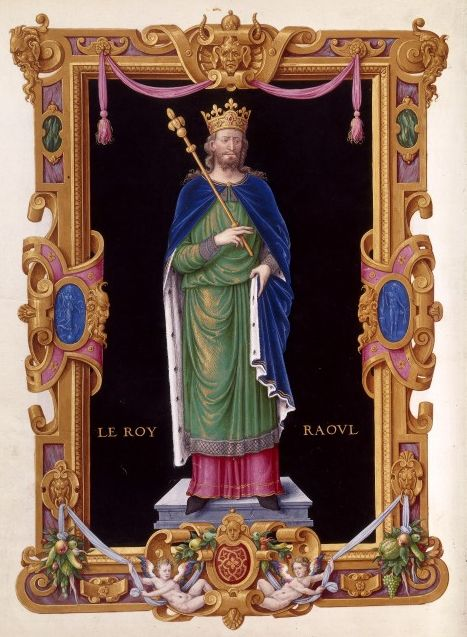
Rudolf I van Frankrijk

- Rudolf I, koning van Frankrijk (ca. 890-936)
- Rudolf I (Rooms-koning) (1273-1291)
- Rudolf I van de Palts, (1294-1317)
- Rudolf I van Bohemen, (1306-1307)
- Keizer Rudolf II, keizer (1576-1612)
- Rudolf VI van Baden-Baden (?-1372)
- Rudolf VII van Baden-Baden (?-1391)
- Rudolf (1858–1889), aartshertog van Oostenrijk, kroonprins van Oostenrijk-Hongarije

zie ook
- Rudolf I
- Rudolf II
- Rudolf III
- Rudolf IV

### Anderen
- Rudolf Abel (1903-1971), Russisch spion
- Rudolf Agricola (1444?-1485), een van de belangrijkste vroeg-humanistische geleerden van de noordelijke Lage Landen
- Rudolf Bergman (1899-1967), Nederlands antropoloog en herpetoloog
- Rodolfo Bodipo Díaz (1977), Spaans - Equatoriaal-Guinees voetballer
- Rudolf Boehm (1927), Duits-Belgisch filosoof
- Rudolf Bomers (1938), Nederlands architect
- Rudolf Breslauer (1904-1944), Duits fotograaf
- Rudolf Buurma (1963), Nederlands mediadirecteur
- Rudolf Carnap (1891-1970), Duitse filosoof
- Rudolf Clausius (1822-1888), Pruisisch natuurkundige
- Rudolph Cleveringa (1894–1980), Nederlandse hoogleraar rechten
- Rudolf Dekker (1951), Nederlandse historicus
- Rudolf Diesel (1858-1914), Duits uitvinder van de dieselmotor
- Rodolfo Dubó (1953), Chileens voetballer
- Rudolf Ericson (1872-1937), Zweeds schaatser
- Rudolf Eucken (1946-1926), Duits filosoof
- Rodolfo Falcón Cabrera (1972), Cubaans zwemmer
- Rodolfo Fierro (1880-1915), Mexicaans rebel
- Rudolf Friedrich (1923), Zwitsers politicus
- Rudy Giuliani (1944), burgemeester van New York
- Rudolf Glauber (1604-1670), Duits-Nederlands alchemist/scheikundige
- Rodolfo Gómez, Mexicaans langeafstandsloper
- Rudolf Gnägi (1917-1985), Zwitsers politicus
- Rodolfo Graziani (1882-1955), Italiaans officier
- Rodolfo Guzmán Huerta, El Santo (1917-1984), Mexicaans worstelaar en acteur
- Rudolf Hess (1894-1987), Duits nationaalsocialistisch politicus
- Rudolf Höss (1900-1947), Duits kampcommandant
- Rudolf Emil Kálmán (1930), Hongaars-Amerikaans elektrotechnicus en wiskundige
- Rudolf Kirchschläger (1915-2000), president van Oostenrijk van 1974 tot 1986
- Rudolf Koelman (1959), Nederlands violist
- Rudolf (Ruud) Koumans (1929), Nederlands componist en muziekpedagoog
- Rudolphe Kreutzer (1766-1831), Franse componist, violist, dirigent en muziekpedagoog
- Rudolf Lange (1910-1945), prominent nazi-officier
- Rudolf Leuzinger (1826-1896), Zwitsers cartograaf
- Rudolf Loman (1861-1932), Nederlands schaker
- Rudolphus Franciscus Marie (Ruud) Lubbers (1939-2018), Nederlands econoom, ondernemer en politicus voor het CDA
- Rudolf Maliangkay, Nederlands correspondentieschaker
- Rudolf Magnus (1873-1927), Duits farmacoloog
- Rodolfo Massi (1965), Italiaans wielrenner
- Rodolfo Mederos (1940), Argentijns bandoneonist, componist/arrangeur en dirigent
- Rudolph Lodewijk Martens (1863-1917), burgemeester van Gouda
- Rudolf Mengelberg (1892-1959), Nederlands componist en musicoloog
- Rudolph Moshammer (1940-2005), Duits modeontwerper
- Rudolf Minger (1881-1955), Zwitsers politicus.
- Rudolf Noerejev (1938-1993), Russisch-Oostenrijks balletdanser en choreograaf
- Rodolfo Ongarato (1971), Italiaans wielrenner
- Rodolfo Otero (1962), Argentijns scheidsrechter
- Rudolf Schock (1915-1986), Duits tenor
- Rudolf Schuster (1934), president van Slowakije 1999-2004
- Rudolph Sickinghe (1643-1688), Nederlands militair, politicus en bestuurder
- Rudolf Skácel (1979), Tsjechisch voetballer
- Rudolf Slánský (1901-1952), Tsjecho-Slowaaks politicus
- Rudolph Snel van Royen (1546-1613), Nederlands wiskundige, bekend onder de naam Snellius
- Rudolf Spielmann (1883-1942), Oostenrijks schaker
- Rudolf Steiner (1861-1925), Oostenrijks filosoof, schrijver, architect, pedagoog, grondlegger van de antroposofie
- Rudolf Urbanec (1907-1976), Tsjechisch componist, muziekpedagoog en dirigent
- Rudolph Valentino (1895-1926), Italiaans acteur
- Rudolph van Veen (eigenlijke voornaam Rudolf) (1967), Nederlandse kok
- Rudolf Virchow (1821-1902), Duits arts, volkenkundige (antropoloog en etnoloog) en politicus
- Rudolf Wyss (1932), Zwitsers componist, dirigent, muziekpedagoog en muziekuitgever
- Rudolf Zamrzla (1869-1950), Tsjechisch componist, muziekpedagoog en dirigent
- Rudolf van Zantwijk (1932-2021), Nederlands antropoloog
- Rudolph Zuyderhoff (1874-1945), president van de Nederlandse Algemene Rekenkamer